# Technische Universität Kreta
Die Technische Universität Kreta (griechisch Πολυτεχνείο Κρήτης; griechisch: Polytechneio Kritis; englisch Technical University of Crete; kurz TUC) ist eine 1984 gegründete Technische Universität in Chania (Griechenland).

## Geschichte
Die Geschichte der TUC beginnt nach dem Zweiten Weltkrieg, als die Idee, eine Universität auf Kreta zu gründen, zum ersten Mal vorgeschlagen wurde und in den 1960er Jahren ihren Höhepunkt erreichte. Trotz der einhelligen öffentlichen Nachfrage gab es zwischen den großen Städten Kretas heftige Rivalitäten über den Standort der Universität. Der aus Rethymno stammende General Stylianos Pattakos, als Innenminister lange Zeit „zweiter Mann“ des griechischen Militärregimes ab 1967, erreichte, dass der Sitz zunächst seiner Heimatstadt zugesprochen wurde. Diese Entscheidung wurde nach dem Zusammenbruch der Juntaherrschaft 1974 wieder in Frage gestellt. Im Jahr 1977 löste Ministerpräsident Konstantinos Karamanlis dieses Problem, indem er die Gründung einer Universität mit Fakultäten in Heraklion (Iraklio) und Rethymnon sowie einer Technischen Universität in Chania genehmigte. Iraklio erhielt die medizinisch-naturwissenschaftlichen und Rethymno die geisteswissenschaftlichen Fakultäten der Universität Kreta, Chania wurde Sitz der staatlichen Technischen Universität Kreta (griechisch Πολυτεχνίο Κρήτης, „Polytechnikum“).
Die Technische Universität Kreta wurde 1977 offiziell gegründet, und noch im selben Jahr wurde ihr erster Exekutivausschuss gebildet. 1984 wurde der Lehrbetrieb aufgenommen.
Auf einem Campusgelände zwischen der Stadt Chania und der östlich von Chania gelegenen Halbinsel Akrotiri, in der gleichnamigen Gemeinde wurden zahlreiche moderne Universitätsgebäude errichtet, die – in Griechenland eher seltene – eindrucksvolle Beispiele moderner Architektur darstellen.
Seit 2003 war die Hochschule Mitglied der Conference of European Schools for Advanced Engineering Education and Research  (CESAER). Seit 2020 ist die TUC Teil der europäischen Hochschulallianz EURECA-PRO, zu der in Deutschland die Hochschule Mittweida und die Technische Universität Bergakademie Freiberg gehören.

## Fachbereiche
- Produktionstechnik und Management
- Bergbau
- Elektrotechnik und Informatik
- Naturwissenschaften und Umwelttechnik
- Architektur